# Лук'яновичі-Лиждвої
Лук'яновичі-Лиждвої (рос. Лукьяновичи-Лиждвои) — старшинський, пізніше також дворянський рід.

## Походження
Нащадки Івана Лук'яновича, сотника Остерського (XVII ст.). 
Рід внесений в II та III частини Родовідної книги Полтавської губернії.

## Опис герба
В блакитному полі золотий перекинутий ключ, обтяжений серцем, пронизаний перекинутої стрілою навскоси зліва (Ясенчик доп.).
Щит увінчаний дворянськими шоломом та короною. Нашоломник: подібне серце зі стрілою. Намет на щиті блакитний, підкладений золотом.